# Шаста (гора)
Гора Шаста (англ. Mount Shasta) — стратовулкан у системі Каскадних гір в штаті Каліфорнія, США. На ім'я гори названо прилегле місто Маунт-Шаста.
До основної вершині гори прилягають чотири пересічних вулканічних конуси-супутники, найвищий із яких Шастина (3758 м). Найдавніше виверження, що породило гору, відбулося близько 600 000 років тому; близько 300 000 років тому первісний вулкан був знищений вибухом, що сформував долину річки Шаста. Пік Шастина, на якому немає слідів льодовикової ерозії, сформувався вже після останнього заледеніння, близько 9000 років тому. Найвищий і наймолодший пік Готлем був сформований виверженням близько 8000 років тому. За час існування Готлем вивергався 8 або 9 разів; останнє виверження 1786 р. описав Жан-Франсуа де Лаперуз. Геологічна служба США класифікує Шаста як «сплячий вулкан», чергове виверження якого неминуче.
На поверхні гори розташовані сім льодовиків, які мають унікальні імена, і тягнуться від вершини до позначки в 3000 м, переважно північним і східним схилами.

## Клімат
Гора знаходиться у зоні, котра характеризується середземноморським кліматом. Найтепліший місяць — липень із середньою температурою 19,8 °C. Найхолодніший місяць — січень, із середньою температурою 1,3 °C.
| Клімат Шасти (на висоті 1,1 км) | Клімат Шасти (на висоті 1,1 км) | Клімат Шасти (на висоті 1,1 км) | Клімат Шасти (на висоті 1,1 км) | Клімат Шасти (на висоті 1,1 км) | Клімат Шасти (на висоті 1,1 км) | Клімат Шасти (на висоті 1,1 км) | Клімат Шасти (на висоті 1,1 км) | Клімат Шасти (на висоті 1,1 км) | Клімат Шасти (на висоті 1,1 км) | Клімат Шасти (на висоті 1,1 км) | Клімат Шасти (на висоті 1,1 км) | Клімат Шасти (на висоті 1,1 км) | Клімат Шасти (на висоті 1,1 км) |
| Показник                        | Січ.                            | Лют.                            | Бер.                            | Квіт.                           | Трав.                           | Черв.                           | Лип.                            | Серп.                           | Вер.                            | Жовт.                           | Лист.                           | Груд.                           | Рік                             |
| Абсолютний максимум, °C         | 19,4                            | 22,2                            | 26,7                            | 30                              | 36,1                            | 36,7                            | 38,9                            | 40,6                            | 39,4                            | 33,9                            | 26,7                            | 22,2                            | 40,6                            |
| Середній максимум, °C           | 6,1                             | 8,6                             | 11,1                            | 15                              | 19,8                            | 24,4                            | 29,4                            | 28,7                            | 25,2                            | 18,4                            | 10,5                            | 6,4                             | 16,9                            |
| Середня температура, °C         | 1,3                             | 3,3                             | 5                               | 7,9                             | 12,1                            | 16,1                            | 19,8                            | 18,9                            | 15,9                            | 10,6                            | 4,8                             | 1,7                             | 9,8                             |
| Середній мінімум, °C            | −3,4                            | −2,1                            | −1,1                            | 0,8                             | 4,3                             | 7,8                             | 10,2                            | 9,2                             | 6,6                             | 2,8                             | −0,8                            | −3,2                            | 2,6                             |
| Норма опадів, мм                | 181                             | 160                             | 132                             | 72                              | 48                              | 26                              | 9                               | 10                              | 20                              | 57                              | 130                             | 171                             | 1015                            |
| Днів з опадами                  | 13                              | 12                              | 13                              | 10                              | 8                               | 5                               | 2                               | 2                               | 3                               | 6                               | 11                              | 13                              | 98                              |
| Днів з дощем                    | 12                              | 11                              | 12                              | 9                               | 7                               | 5                               | 2                               | 2                               | 3                               | 6                               | 10                              | 12                              | 93                              |
| Днів зі снігом                  | 7                               | 5,8                             | 5,3                             | 3                               | 0,2                             | 0                               | 0                               | 0                               | 0                               | 0,3                             | 3,2                             | 7,3                             | 32,1                            |
| ------------------------------- | ------------------------------- | ------------------------------- | ------------------------------- | ------------------------------- | ------------------------------- | ------------------------------- | ------------------------------- | ------------------------------- | ------------------------------- | ------------------------------- | ------------------------------- | ------------------------------- | ------------------------------- |
| Джерело: Weatherbase            |                                 |                                 |                                 |                                 |                                 |                                 |                                 |                                 |                                 |                                 |                                 |                                 |                                 |

## У мистецтві
Дія роману Хоакіна Міллера «Життя серед Модоків» відбувається біля підніжжя гори Шаста.

## Галерея

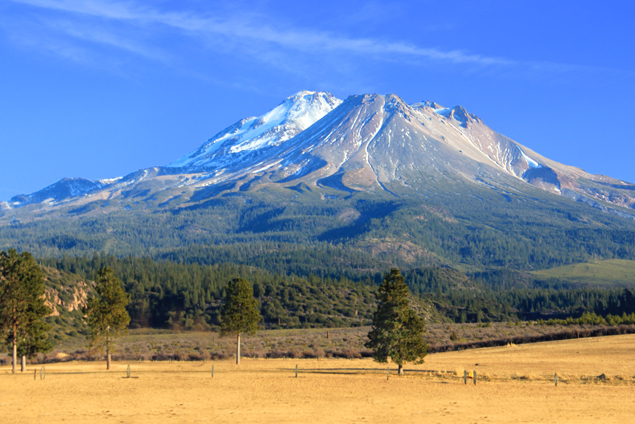
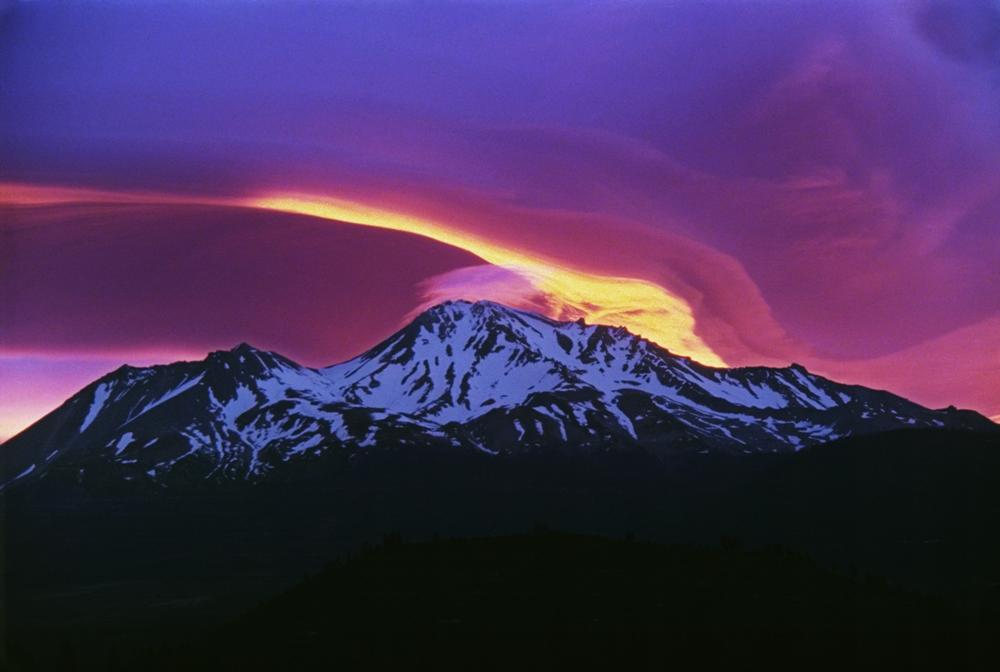
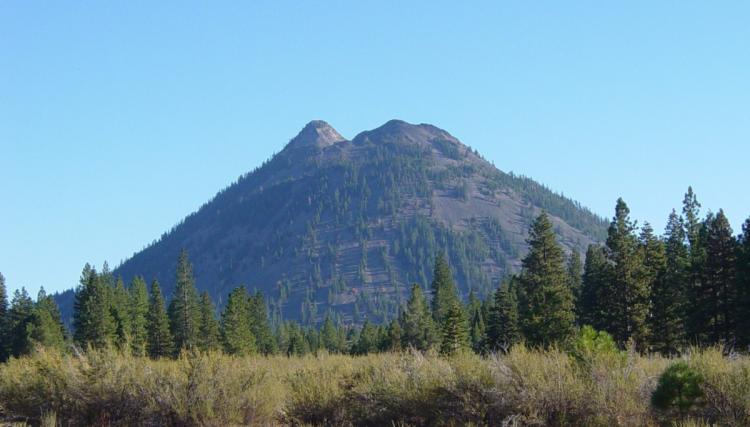
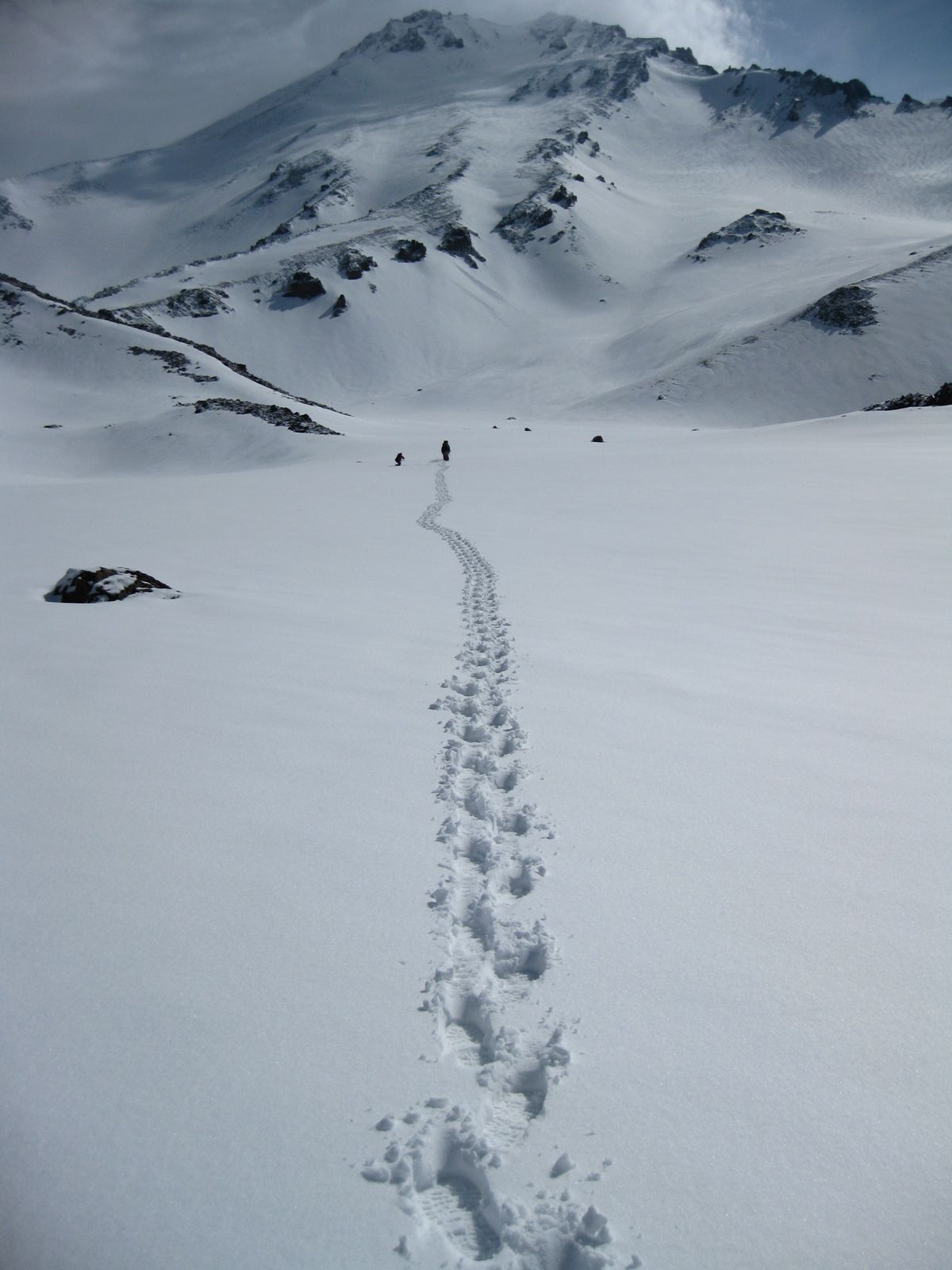
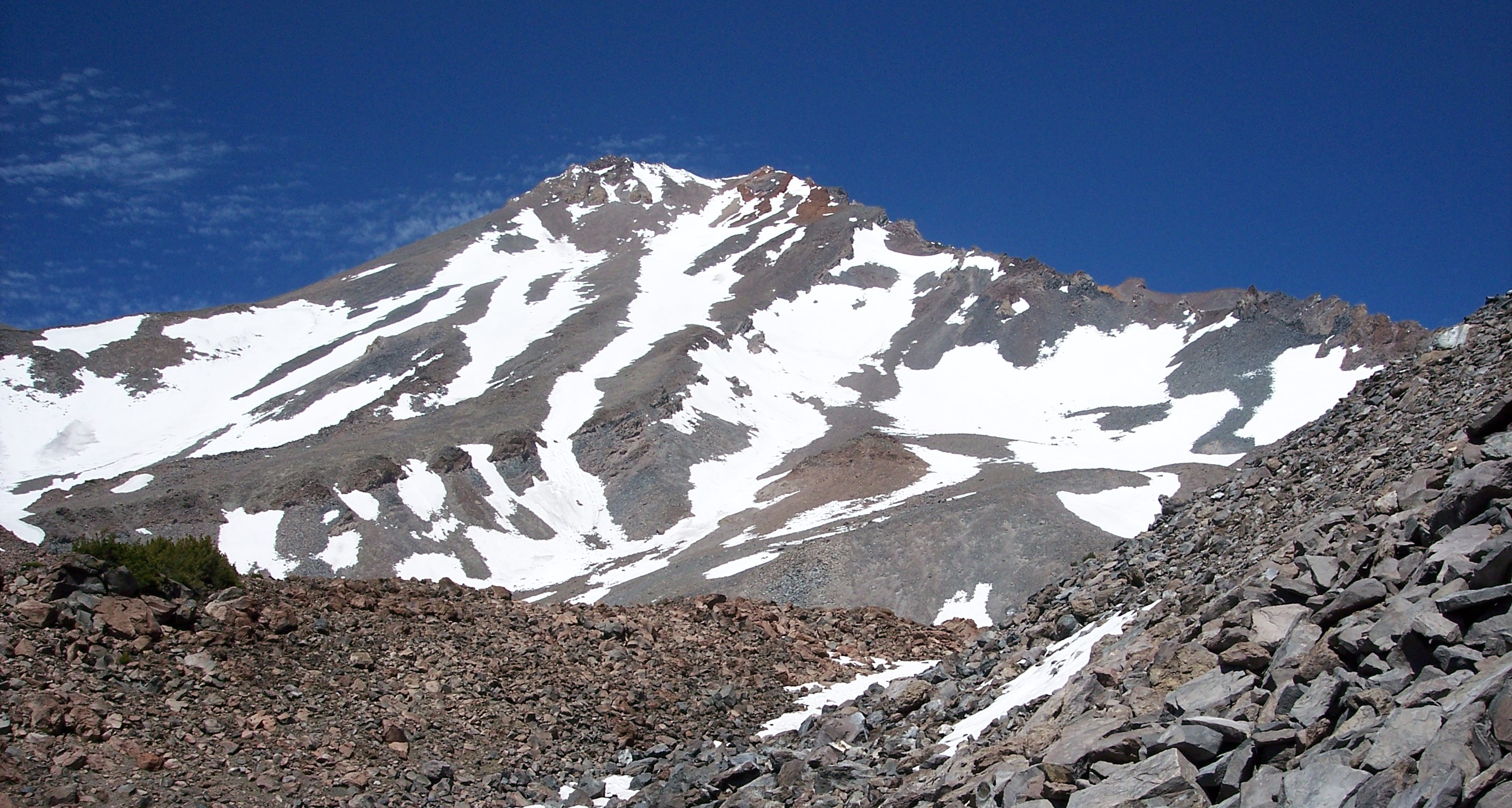